# Thierry Mugler
Thierry Mugler (Estrasburgo, 21 de diciembre de 1948 - Vincennes, 23 de enero de 2022) fue un diseñador francés fundador de la marca que lleva su nombre. Fue reconocido por ser el estilista y diseñador de grandes estrellas de la música y moda, entre ellas Beyonce, Lady Gaga y Mylène Farmer, y por su colaboración con el Circo del Sol y con otras figuras como George Michael y los directores de cine Adrian Lyne y Robert Altman. Su firma de perfumería está en el puesto número tres de las más recaudadoras de la historia, por su fragancia Ángel. En 2002 se retiró de la marca, aunque volvió en 2013 como director creativo.

## Carrera

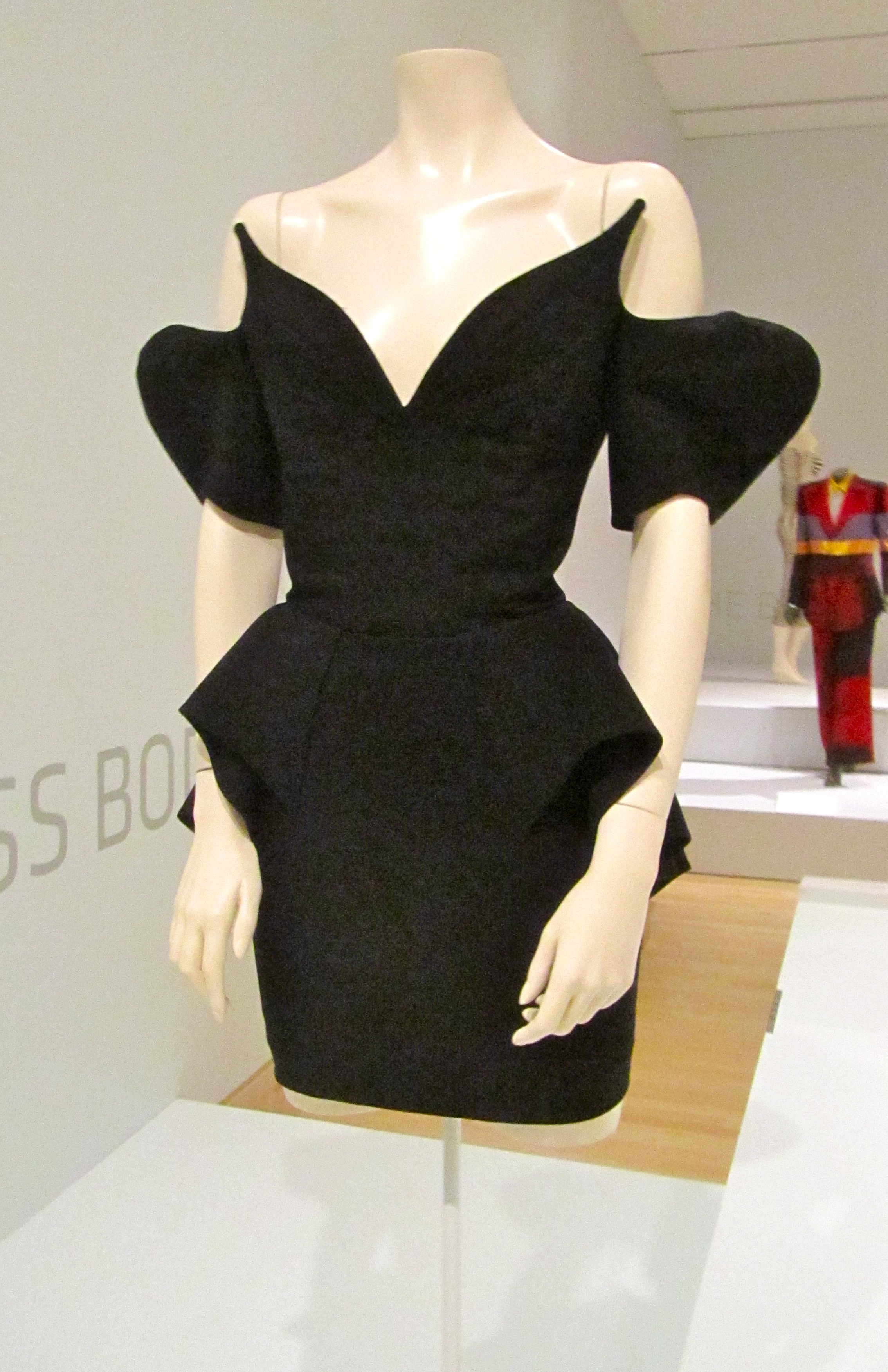
Vestido diseñado por Thierry Mugler

### Inicios
En 1969, a la edad de veintiún años, se mudó a París, y comenzó como fotógrafo y diseñador de prendas para varios talleres del distrito de Sentier. Ya en 1970 exhibió algunas prendas en una boutique de la ciudad llamada Gudule.
Dos años después participa como diseñador freelance en las grandes industrias del corte en Milán, Londres y Barcelona, pero al ser trabajos de colaboración no los firma con su nombre. En 1973 crea su primera marca propia, "Café de París", con una primera colección; combina lo urbano y lo sofisticado, a contracorriente de las tendencias del momento.

### Éxitos
En esos años se hace popular en París por su aspecto físico, joven y apuesto, que realza con un vestuario sorprendente diseñado por él mismo. Le apoya la poderosa editora de moda Melka Tréanton, quien impulsa su carrera, y en 1976 exhibe su creatividad en Tokio, en un evento organizado por la firma de cosméticos Shiseido.
En 1978 abre su primera boutique en París y presenta su primera colección de moda masculina, caracterizada por formas estilizadas con hombros prominentes. Sin embargo, en el futuro se centrará en la moda femenina. También en esa época diseña los uniformes de los camareros del local nocturno Le Palace. 
En la década de 1980 sus diseños alcanzaron el éxito comercial, de modo que la Fédération française de la couture (Cámara Sindical) le invita a diseñar su primera colección de alta costura, que presenta en 1992 como «miembro invitado». Al año siguiente, un vestido negro diseñado por él alcanza notoriedad internacional al ser lucido por Demi Moore en el controvertido filme Una proposición indecente de Adrian Lyne.
En 1989 diseñó prendas para un montaje de Macbeth de la Comédie-Française.
En el mismo año crea el vestuario para la primera gira de la cantante francesa Mylène Farmer titulada "En Concert".

### Clasicismo y fantasía
Su ropa de mujer es atrevida dentro de una cuidada factura. Se define generalmente por una marcada geometría que recuerda a los vestidos muy estructurados de mediados del XX, que estilizaban la figura ciñiéndose en la cintura y realzando las formas femeninas. Mugler se inspira en los insectos, los robots y la ciencia ficción, el sadomasoquismo y la iconografía de la mujer fatal del cine clásico. Complementa los atuendos con tacones de aguja, fantasiosos tocados y sombreros, y peinados propios de las divas de Hollywood. El tipo de mujer que propone Mugler es poderoso, inquietante, y a ratos oscila entre lo jocoso y lo enfermizo; recuerda a las heroínas y dominatrix del cómic y el cine negro. Su mezcla de elegancia irreal y toques bizarros ha anticipado tendencias.

### Grandes desfiles
Sus desfiles de moda fueron icónicos, mostrando su amplia creatividad. También algunos han sido los de mayor duración (casi una hora, cuando lo usual es la mitad), todo un espectáculo que disfrutar. En ellos participaron muchas de las principales supermodelos de la época; no se escatimaba en medios para reunir a las mejores. Baste decir que el desfile de la colección otoño-invierno de 1995  reunió a Claudia Schiffer, Naomi Campbell, Linda Evangelista, Eva Herzigova, Kate Moss, Helena Barquilla, modelos más maduras como Jerry Hall e incluso a divas veteranas del cine como Tippi Hedren y Julie Newmar, y a otras personalidades tan atípicas como Rossy de Palma y Patty Hearst. Culminó con la aparición sorpresa de James Brown cantando su clásico "Sex machine".

### Colaboraciones
Adquirió reputación internacional y diseñó vestuario para estrellas del pop, si bien ha rechazado varias ofertas tentadoras, como diseñar para la gira Dangerous de Michael Jackson y para Madonna. También declinó la oferta del magnate Bernard Arnault para que tomase las riendas de la firma Dior. Ya en los años 70 rechazó diseñar vestuario para el filme Cotton Club de Francis Ford Coppola.
En 1992 dirigió el video musical de George Michael "Too Funky", protagonizado por supermodelos que desfilaban con sus diseños. Curiosamente, en los rótulos del vídeo el nombre del director no era revelado y solamente figuraba el signo «?».
Sus prendas se vieron en giras de Beyonce y en 2011 dirigió el debut como modelo de Lady Gaga, quien le hizo un homenaje en un tema.

### Últimos años
Tras varias peripecias empresariales, la empresa Thierry Mugler de moda fue adquirida por Clarins y terminó cesando su actividad en 2003. El diseñador se había alejado del mundo de la moda comercial años antes, centrando su interés en la gama de perfumería, en el diseño de ropa para espectáculos (como Zumanity del Circo del Sol) y en idear escenografías y demás actos, como funciones de cabaré en los míticos locales parisinos Moulin Rouge y Crazy Horse.

## Lady Gaga
Colaboró con la cantante y compositora Lady Gaga, para una pasarela en 2011, llamada Government Hooker, nombre inspirado en una de las canciones que sonaron de fondo durante el desfile, perteneciente al tercer álbum de estudio de la cantante, Born This Way.

## Vida personal y muerte
Mugler tuvo que someterse a numerosas cirugías faciales luego de sufrir varios accidentes que cambiaron su apariencia. En 2019, Mugler habló con la actriz Tippi Hedron en un artículo de la revista Interview, sobre un grave accidente de jeep que le dejó la nariz completamente destrozada, por lo que tuvo que someterse a una cirugía de reconstrucción de nariz. Asimismo, tuvo un accidente de motocicleta que involucró cables de acero, la lesión obligó a retirarle un trozo de metal de la pierna. 
Mugler murió por causas naturales en su residencia de Vincennes, cerca de París, el 23 de enero de 2022, a la edad de 73 años, informó su representante Jean-Baptiste Rougeot. ”Estamos devastados al anunciar la muerte del señor Manfred Thierry Mugler el domingo 23 de enero de 2022″, indicó una declaración en la cuenta de Facebook y de Instagram del diseñador. 